# Produlești
Produlești est une commune du județ de Dâmbovița en Roumanie.